# Semmering (Basse-Autriche)
Semmering est une commune autrichienne du district de Neunkirchen en Basse-Autriche. La station touristique est située au col du Semmering juste à côté de la ligne de chemin de fer de Semmering.

## Géographie

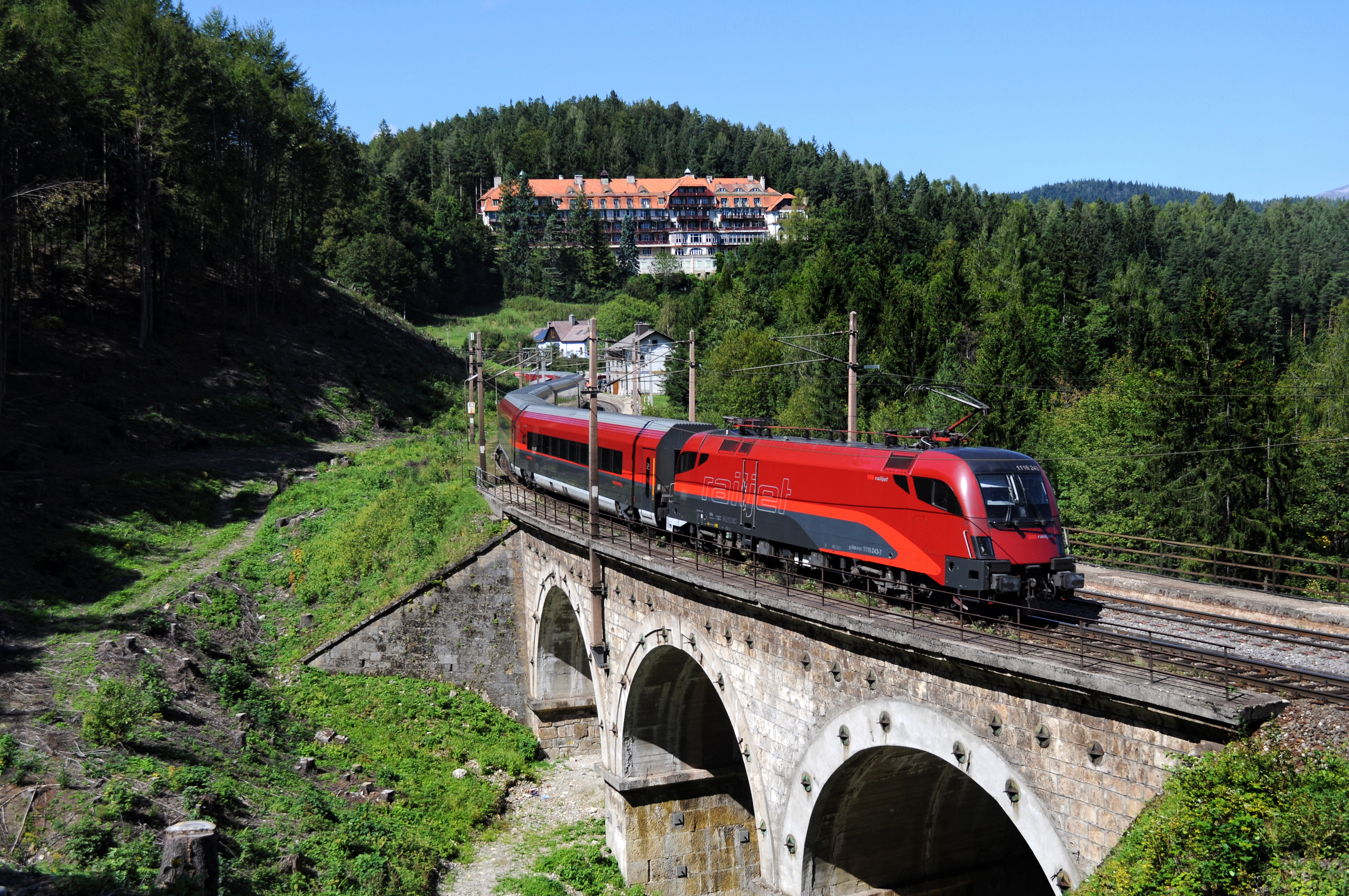
Un train railjet sur la ligne de Semmering.

Le col du Semmering est située au sud des chaînes de Rax et Schneeberg reliant les vallées de la Schwarza et de la Mürz. La commune se trouve tout près de la frontière avec la Styrie. À l'ouest du col, le domaine skiable de Hirschenkogel s'étend jusqu'à la commune de Spital am Semmering.
La ligne ferroviaire, inscrite dans la liste du patrimoine mondial de l'Unesco, ainsi que la route sur le col constituent des communications principales entre la Basse-Autriche et la Styrie.

## Histoire
Depuis le XIXe siècle et l'inauguration de la ligne de chemin de fer de Semmering, une partie de la Südbahn en 1854, l'endroit est devenu une retraite favorite de la noblesse et de la grande bourgeoisie de Vienne. Les randonneurs en quête de repos y ont construit leurs résidences dans le respect de l'architecture montagnarde du Heimatstil. 
Beaucoup d'artistes, dont Oskar Kokoschka, Alma Mahler et sa fille Anna Mahler, Adolf Loos, Peter Altenberg et Karl Kraus, confèrent au lieu un flair mondain. Pendant la période de l'entre guerres, Semmering a été le théâtre des courses de côte (parmi les vainqueurs, on compte Rudolf Caracciola en 1928 et Hans Stuck en 1930) et également des tournois d'échecs internationaux : En 1937, la joueuse Vera Menchik y remporte un matche individuel organisé contre Sonja Graf.
Des courses de la Coupe du monde de ski alpin ont lieu régulièrement dans le domaine skiable de Hirschenkogel.